# Koszmosz–514
A Koszmosz–514 (oroszul: Космос 514) Koszmosz műhold, a szovjet műszeres műhold-sorozat tagja. Navigációs műhold, a szolgálati rendszer első kísérleti űreszköze.

## Küldetés
Ciklon (oroszul: Циклон) szovjet műholdas navigációs rendszer, az 1950-es években tervezték meg, 1962-ben hagyták jóvá a kivitelezés megkezdését. 1967-től 1978-ig 31 űreszközt állítottak pályára Kapusztyin Jar, illetve Pleszeck űrrepülőtérről. Modernizált típusa 1971-től került alkalmazására.
A műhold elsődleges feladata a tengeralattjárók helyzetének pontos meghatározása, az elhelyezett rakéták pályaadatainak meghatározásával növelve a találati pontosságot. Összehangolni a felszíni hajók (katonai és polgári), a tengeralattjárók, a hadászati repülőgépek pozícióit, alkalmazásuk hatékonyságát segíteni.

## Jellemzői
Üzemeltetője az MO minisztérium (oroszul: Министерство обороны (МО) СССР).
1972. augusztus 16-án a Pleszeck űrrepülőtérről egy Koszmosz–3M (11K65M) segítségével indították magas Föld körüli (HEO = High-Earth Orbit) körpályára. Az orbitális egység alappályája 104,3 perces, 82,9 fokos hajlásszögű, elliptikus pálya perigeuma 956 kilométer, apogeuma 973 kilométer volt. Hasznos tömege 680 kilogramm.
Az orbitális egység pályáját 8 alkalommal korrigálták, legutóbb 2011. január 1-jén. Átlagos pályaelemek: 104,25 perces, 82,97 fokos hajlásszögű, elliptikus pálya perigeuma 953 kilométer, apogeuma 966 kilométer volt.
A Koszmosz–489 programját folytatta. Műszerezettsége: általános fedélzeti egység (földi ellenőrzés-beállítás; adatok fogadása-továbbítása; hűtőrendszer automatikája, kémiai akkumulátorok); doppler navigációs egység; Sziriusz rádióegység; jeladó-jelfogó antenna; Konusz-4 körsugárzó antenna; Kvant-L antenna. Az első kísérletbe 680 hajóegységet vontak be, a mérési eredmények 3 kilométeres pontatlanságot rögzítettek. 1969-től a mérési pontosság 100 méteres tűréshatáron belül volt. 1974-től 2 méteres pontosságot sikerült állandósítani.
Az űreszköz hengeres testének átmérője 2 méter, magassága 2,035 méter. Felületére építették a napelemlapokat, hőmérséklet-érzékelőket. A sorozat felépítését, szerkezetét, alapvető fedélzeti rendszereit tekintve egységesített, szabványosított tudományos-kutató űreszköz. Áramforrása kémiai, illetve a felületét burkoló napelemek energiahasznosításának kombinációja (kémiai akkumulátorok, napelemes energiaellátás – földárnyékban puffer-akkumulátorokkal). Tájolása háromtengelyes Föld-központú, passzív rendszer.
Szolgálati ideje ismeretlen.